# Fuga de cerebros
Fuga de cerebros és una pel·lícula estrenada el 24 d'abril de 2009 dirigida per Fernando González Molina.

## Argument
Emilio, un noi tímid, porta tota la vida enamorat d'una noia guapa i llesta anomenada Natalia. Els dos estudien a un Institut de barri, i l'últim dia de curs l'Emilio per fi es decideix a declarar-se a la Natalia. Però a la Natalia li concedeixen una beca per estudiar Medicina a Oxford. Tot sembla perdut per a l'Emilio, però els seus amics marginats de l'Institut no estan disposats a rendir-se. Després de falsificar expedients i beques, aquest grup d'amics eixelebrats desembarquen a Oxford i revolucionen la vida del Campus: Un cec decidit a tenir les mateixes oportunitats que els vidents, un heavy en cadira de rodes amb excés de testosterona, un líder intel·lectual sense intel·lecte i un gitano estafador.

## Música
Banda sonora de la pel·lícula
1. Fuga de cerebros - Shinoflow feat. Pablo Penedo
2. I believe - Robert Ramírez
3. Brokenhearted serenade - Chris Barron
4. Breathless heart - Robert Ramírez
5. Reason why - Rachael Yamagata
6. Nothing compares to you - Robert Ramírez
7. You’ll never wal again - Gene
8. Please me - Pépital Grill feat. Joanna Rubio
9. Vibrations in the air - Josh Pyke
10. Please - Robert Ramírez

## Repartiment
| Actor                 | Personatge                    |
| --------------------- | ----------------------------- |
| Mario Casas           | Emilio                        |
| Alberto Amarilla      | Chuli                         |
| Gorka Lasaosa         | Ruedas                        |
| Canco Rodríguez       | Cabra                         |
| Pablo Penedo          | Corneto                       |
| Amaia Salamanca       | Natalia                       |
| Blanca Suárez         | Voz Angelical                 |
| Sarah Mühlhause       | Claudia                       |
| Simon Cohen           | Chamberlain                   |
| Carlos Santos         | Potro                         |
| Álex Angulo           | Cecilio                       |
| David Fernández Ortiz | Loren                         |
| José Luis Gil         | Manuel                        |
| Loles León            | Rita                          |
| Mariano Peña          | Julián                        |
| Antonio Resines       | Pare de la Natalia            |
| Fernando Guillén      | Avi de la Natalia             |
| Joan Dalmau           | Avi de l'Emilio               |
| Asunción Balaguer     | Avia de l'Emilio              |
| Ken Appledorn         | Cambrer (no surt als crèdits) |

## Premis i nominacions
| Any  | Premi                                                | Categoria                                                          | Persona          | Resultat   |
| ---- | ---------------------------------------------------- | ------------------------------------------------------------------ | ---------------- | ---------- |
| 2009 | Festival de Màlaga                                   | Millor pel·lícula - (Guardó:Biznaga de Plata - Premio del Público) | Fuga de cerebros | Guanyadora |
| 2009 | Festival de Màlaga                                   | Millor pel·lícula - (Guardó:Biznaga de Oro)                        | Fuga de cerebros | Nominada   |
| 2009 | Festival de Cine de Comedia de Tarazona y el Moncayo | Millor pel·lícula                                                  | Fuga de cerebros | Guanyadora |